# 차선형
차선형(1999년 10월 16일 ~ )은 대한민국의 배우다.

## 방송
- 알고있지만, (2021)
- 헬아부지 (2021)
- 멘탈코치 제갈길 (2022)
- 비밀사이 (2025)

## 수상
- WT President's Cup Asian Region 2위